# Hjálparfoss
Hjálparfoss è una cascata situata nella contea di Árnessýsla che fa parte della regione del Suðurland, nella parte meridionale dell'Islanda.

## Descrizione
La cascata si trova nella valle Þjórsárdalur ed è situata lungo il corso del fiume Fossá, appena prima della sua confluenza con il Þjórsá. Il vulcano Hekla domina l'area circostante e nelle vicinanze ci sono l'alta cascata Háifoss e la gola di Gjáin.
Hjálparfoss è una cascata di modesta altezza, caratterizzata da un salto di circa 9 metri, ma alimentata da un consistente flusso d'acqua. 
Quando il fiume Fossá í Þjórsárdal arriva in una zona ricoperta da flussi di lava, il suo corso si suddivide in due bracci diseguali nei pressi di un isolotto roccioso; il rapporto di portata tra i due rami è di 35/65. Il fiume a questo punto precipita lungo una parete inclinata formando un largo bacino alla base. Le pareti attraverso cui si insinua sono costituite da interessanti formazioni di basalto colonnare.

## Denominazione
Hjálparfoss in lingua islandese significa cascata di soccorso. Il nome è dovuto al fatto che in passato questa era la prima fonte di acqua e foraggio per i cavalli dopo aver attraversato il lunghissimo e arido tratto desertico della vallata di Sprengisandur.

## Vulcanismo
La valle è ricoperta dal campo di lava di Búrfellshraun, formato dal magma fuoriuscito dai crateri Veiðivötn circa 3.500 anni fa. Nella zona della cascata, il fiume Fossá ha eroso parte del pavimento lavico, esponendo la parte interna e dando luogo alla formazione di basalto colonnare a forma di ventaglio, causato dal rapido raffreddamento della lava in acqua.